# Лаутенбах (Ортенаукрајс)
Лаутенбах (њем. Lautenbach) град је у њемачкој савезној држави Баден-Виртемберг. Једно је од 51 општинског средишта округа Ортенау. Према процјени из 2010. у граду је живјело 1.878 становника. Посједује регионалну шифру (AGS) 8317067.

## Географски и демографски подаци
Лаутенбах се налази у савезној држави Баден-Виртемберг у округу Ортенау. Град се налази на надморској висини од 215 метара. Површина општине износи 21,6 km². У самом граду је, према процјени из 2010. године, живјело 1.878 становника. Просјечна густина становништва износи 87 становника/km².